# 변증남
변증남(1943년~2017년 2월 23일)은 대한민국의 로봇공학자이자, 전 KAIST 전기및전자공학부 교수이다.

## 이력
변증남 교수는 7남매의 장남으로 태어났다. 어려서 어머니의 영향을 받아 검사가 되기를 희망했으나, 고등학교 1학녀때 후에 포항제철 회장을 역임했던 고등학교 영어교사 안병화 선생이 미국에서는 전자시대이고 앞으로 반도체와 컴퓨터가 유망할 테니 대학은 전자과를 지망하라는 말에 영향을 받아 공학자의 길을 걷게 된다. 1969년 서울대 전자공학과를 졸업하고 아이오와대에서 전자공학을 전공한 뒤 1977년 KAIST에 부임한 이후 32년 재직하는 동안 한 서일홍(한양대 교수), 오상록(KIST 부원장), 유범재(전 로봇학회장), 조영조(ETRI 센터장), 유완식(쎄믹스 대표), 황동환(충남대 교수), 송원경(국립재활원 박사), 박광현(광운대 교수) 등 수많은 제자들을 배출하고 탁월한 연구성과물을 남기는 등 한국 로봇계에 큰 족적을 남기었다. 1993년 학장을 역임하고 산업경영연구소장, 정보전자연구소장 등을 맡아 학사 행정의 개선을 꾀했다. 2009년부터 5년간 동대학교 석좌교수로 재직한 후 울산과학기술원 총장직을 역임하였다. 림프종암으로 투병하다 2017년 2월 23일 향년 74세를 일기로 별세하였다.

## 공적
우리나라 최초로 로봇을 개발하였다. KAIST 교수 재직 시절 과학재단으로부터 320만원의 자금을 지원받아 1979년 국(내 최초의 로봇 매니퓰레이터인  'KAISEM'을 개발총괄 하였다. 1989년에는 국내 최초의 4각 보행 로봇인 ‘카이저(Kaiser)’를 정부 출연연구기관과 공동 개발했다. 2003년 정부의 서비스 로봇기술 개발과제의 하나로 휠체어 기반의 재활 로봇시스템인 ‘카레스’를 개발한 것을 시작으로 지능형 재활로봇인 ‘카레스 II’, 시각 장애인을 위한 길안내 로봇, 간호 로봇, 수술 로봇, 집사로봇 등 장애인과 노약자를 위한 로봇을 개발했다.

## 봉사
지능형 로봇 정책 수립과 로봇 개발에도 남다른 열정을 보였다. “산업용 로봇에 이어 지능형 서비스 로봇 시장이 격전장이 될 것”이라며 "한국이 그동안 양성해온 인력과 정보기술 인프라를 활용하면 승산이 있다”는 소신을 갖고 로봇 개발에 열정을 바쳤다. 지난 2003년 정부가 지능형 로봇 분야를 10대 차세대 성장동력산업으로 선정하자 자문단 위원으로 활동하기도 했다. 2015년 로봇신문에 기고한 글이 유작이 되었다.

## 학회
국내 로봇 관련 학회와 기관의 초석을 마련하는데도 크게 기여하였다. 대한전자공학회 회장을 비롯해 한국로봇학회 초대 학회장, 지능로봇 클러스터 초대 회장, 카이스트 ‘인간친화복지로봇시스템연구센터’ 소장, 국민로봇사업 자문위원회 위원장 등을 맡았다.  2003년 세계퍼지시스템학회 회장을 역임하였다. IEEE 석학회원(펠로우) 등 국제적인 학회 활동에도 적극적으로 참여, 국내 로봇학계를 세계에 널리 알리는데 공헌했다.

## 수상
1990년대초 국내에 처음으로 퍼지이론을 도입했으며 연구 성과를 토대로 2002년 한국인 최초로 ‘월드 오토메이션 콩그레스’에서 공로상을 수상했다.
 2003년 로봇학계의 최고 권위를 자랑하는 ‘조셉 엥겔버거 로보틱스상’을 수상했다. 최초의 국산 로봇 매니퓰레이터를 개발하고 로봇 관련 인재를 배출한 공로가 인정됐다. 이 상은 처음으로 산업용 로봇을 개발한 근대 로봇의 아버지로 불리는 조셉 엥겔버거 박사를 기념하기위한 것으로 전미 로봇산업협회(RIA)가 주관하고 있다.
 2017년 로봇계의 족적과 대한민국 로봇산업 발전에 기여한 공로로 고인으로서는 최초로 대한민국 로봇대상을 수상하였다.

2021년 과학기술유공자로 신규 지정됐다. 이상을 통해 로봇연구의 선구자로, 국내 최초 산업용로봇 개발 및 지능형로봇 연구를 통해 최적제어이론, 지능형 로봇제어, 퍼지이론 등 제어공학 분야의 탁월한 선도자로 다시 한번 인정받았다.

## 생애 및 업적
변증남 교수는 국내 최초의 산업용 로봇 ‘카이젬(KAISEM)’ 개발을 시작으로, 각종 지능 로봇 연구에 앞장서며, 수많은 후학을 배출한 선구적인 로봇공학자다.
1943년 서울에서 태어난 그는 경기고등학교를 거쳐 서울대학교 전자공학과를 졸업한 뒤 미국 아이오와대학으로 유학을 떠났다. 그가 아이오와대학에서 전공한 분야는 제어공학이었다. 그는 공학적 시스템을 자동으로 운전케 하는 제어공학에 매료되었고 최적 제어(optimal control) 문제에 천착해 박사 연구에 몰두했다. 1975년 박사학위를 취득한 그는 1977년 카이스트(당시 한국과학원) 전기 및 전자공학과에 부임했다. 이때만 해도 그는 제어공학도로서 세상의 모든 것을 제어공학으로 제어할 수 있을 것으로 생각했다고 한다.
부임한 지 얼마 되지 않았을 무렵인 1978년, 그는 한국과학재단으로부터 산업용 로봇에 관한 제어시스템 연구를 제안 받았다. 그에게 로봇은 낯선 분야였지만 제어시스템은 익숙한 분야였고, 그는 이 제안을 수락하게 되었다. 이 연구 과정에서 그는 ‘카이젬(KAISEM)’이라는 5자유도를 갖는 원통 좌표형 몸통과 그립퍼 손을 가진 로봇 매니퓰레이터를 개발했다. 이 매니퓰레이터는 CNC 공작기계용 피가공물을 탈부착, 운반하는 데 활용하도록 개발된 로봇이었고, 카이젬이 출시되자 국내 언론에서는 최초의 국산 산업용 로봇이라며 큰 관심을 보였다.
카이젬의 개발을 계기로 그는 본격적으로 로봇 공학의 길로 접어들었다. 그는 산업용 로봇뿐만 아니라 비산업용 로봇에도 큰 관심을 보였다. 카이젬 이후 그는 4각 보행 로봇 ‘센토(Centaur)’, ‘카이저(KAISER)’를 연이어 개발했다. 이를 기반으로 그는 장애인들을 위한 보조 로봇 개발에 집중하기 시작했다. 1990년대 초부터 청각장애인을 위한 수화 로봇 연구, 카메라를 이용한 수화인식 시스템 연구 등을 진행했으며, 1997년에는 휠체어 장착용 로봇 팔인 ‘카레스(KARES)’를 개발하기도 했다. 이를 바탕으로 그는 1999년 인간-친화 복지 로봇시스템 연구센터를 설립했으며, 노약자와 장애인을 위한 지능형 주거 공간, 보조 로봇 연구 등을 선도했다.
이렇게 다양한 산업 및 비산업 현장에서 작동하는 로봇들을 개발하며 그는 기존 제어 이론, 지능 이론, 인간-로봇 상호작용 이론에서 한층 더 나간 이론적 개발을 시도했다. 특히 불확실함의 양상을 다루는 퍼지이론을 적극적으로 받아들이고 개발함으로써, 지능 제어 이론의 발전을 꾀했다. 그는 1990년대 한국퍼지학회의 초대 회장이 되었으며, 확장 가능한 퍼지추론 프로세서, 모순이 있는 퍼지 규칙 취급 등에 관한 다양한 이론 논문을 국제학술지에 게재했다. 그는 2003년 세계퍼지시스템학회(IFSA) 학회장을 역임했다.
이러한 공로를 인정받아 그는 2007년 국제전기전자공학회 IEEE의 Fellow로 선정되었으며, 세계퍼지학회 IFSA Fellow로도 임명되었다. 이 외에도 과학기술처, 대한전자공학회, 대한전기학회, 한국과학기술원, 삼성전자, 한국과학재단 등에서 다수의 공로상을 받았으며, 2003년에는 과학기술훈장 혁신장, 2012년에는 수당상을 수상했다. 국제적으로는 2002년 한국인 최초로 ‘월드 오토메이션 콩그레스’에서 공로상을 받았으며, 2003년에는 국제로봇심포지엄에서 ‘조셉 엥겔버거 로보틱스상’을 수상했다. 2017년에는 대통령 표창을 수여 받았다.
그는 연구 생활 중에 수많은 후학을 배출했다. 카이스트 최다 박사 배출 교수로서 그는 35년간 총 석사 122명, 박사 69명의 미래 로봇 공학자를 양성했다. 여기에는 오상록(KIST), 서일홍(한양대), 송원경(국립재활원), 조영조(ETRI), 유완식(쎄믹스) 등이 포함되어 있다. 이들은 그가 한국의 로봇 연구를 위해 남긴 최고의 유산이라 할 수 있다. 이렇게 오랜 기간 산업용뿐만 아니라 다양한 형태의 지능 로봇 개발에 선도적 역할을 하며 연구 및 후학양성에 힘써온 그는 오늘날 ‘한국 로봇의 아버지’로 기억되고 있다.

## 투고
- [로봇신문], 나의 제어공학과 로보틱스, 2015.3.9[7]
- [로봇신문], 친구 로봇(Friend Robot)의 조건, 2015.2.1[8]
- [로봇신문], "생각하는 로봇", 2014.10.5.1[9]
- [로봇신문], 로봇+인공지능”의 성능 지표와 RIQ, 2014.9.8.[10]
- [로봇신문], 지혜형 로봇(Robot with Artifial Wisdom), 2014.8.3.[11]
- [로봇신문], 로봇과학자를 꿈꾸는 청소년들에게, 2014.6.29.[12]
- [로봇신문], 질문하는 로봇, 2014.6.1.[13]
- [로봇신문], 로봇계 스티브 잡스 키우기, 2013.6.110.27.[14]

## 같이 보기
- 지능형 로봇
- 로봇산업
- 로봇인
- 로봇공학자